# Лайма

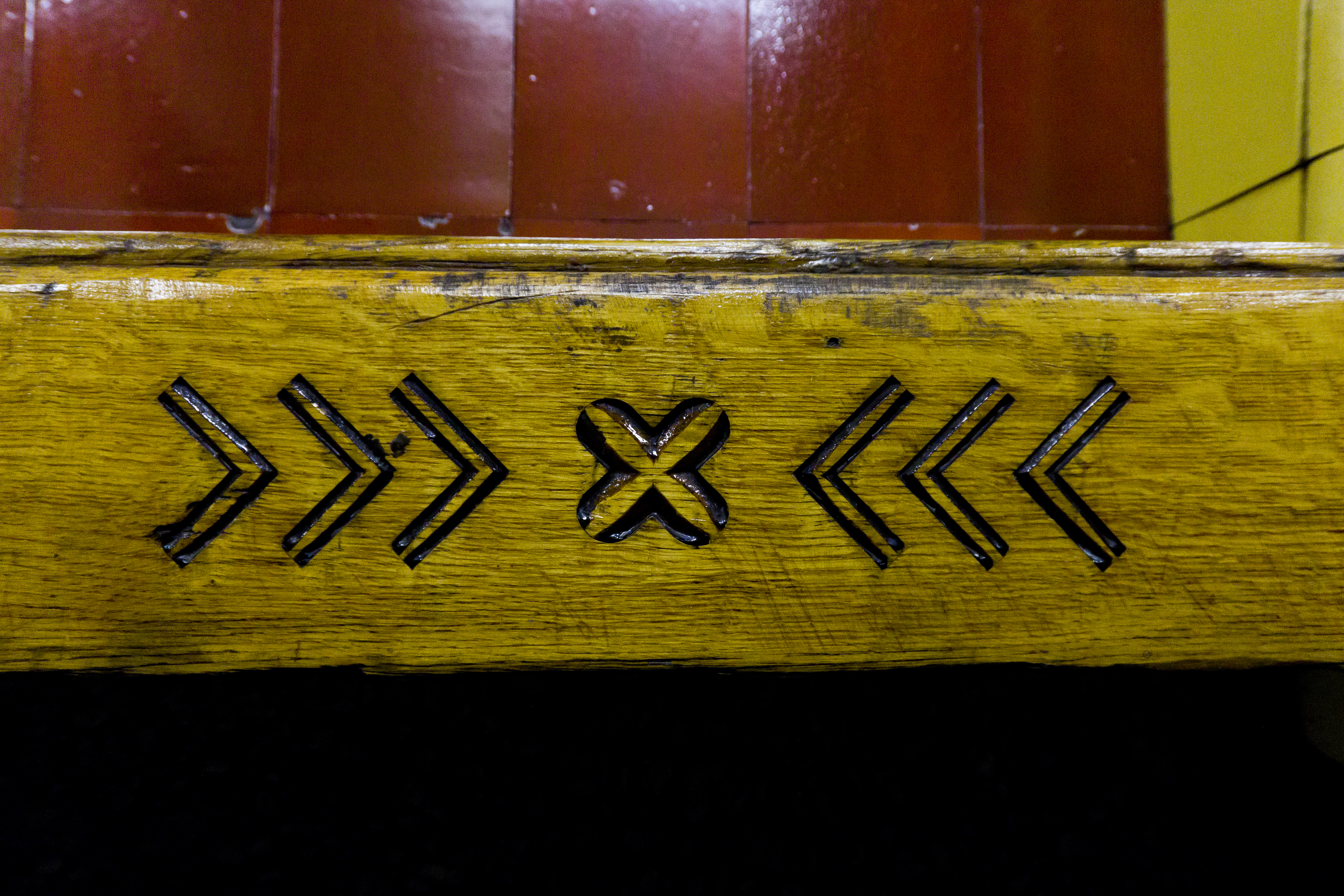
Знак Лаймы в дизайне станции «Рижская» московского метро

Ла́йма или Лайме (латыш. Laima, лит. Laima или Laimė, также Laimas māte — «мать счастья») — богиня счастья и судьбы в балтийской мифологии. Является покровительницей ро́дов, защитницей коров и т. д.
Дочь бога Диеваса (Диевса). Иногда выступает вместе с Деклой и Картой — богинями судьбы.
Богиня Лайма – одна из старейших литовских богинь, известная ещё с каменного века. О том, что её образ существует издавна, свидетельствуют мифологические песенные реликты, в которых обращаются к ней с просьбой, чтобы она не разрешала рождаться и жить в одной деревне девушке и юноше – будущим молодожёнам, то есть этим выражалась установка древних людей против кровосмешения.
Некоторые исследователи называют её женой Перкунаса (Перконса). Считается, что Лайма определяет судьбу человека, когда он рождается, и рядом с Деклой и Картой стоит у его колыбели.
В литовской мифологии Лайма противопоставляется Гильтине, которая воплощает несчастья или смерть (ср. славянские представления о Доле и Недоле). По литовским поверьям, к новорождённому приходят две женщины: Лайма и Гильтине, которые определяют его судьбу. Лайма помогает девушкам в поисках жениха и свадебных делах.
Латыши считают, что Лайма опекает беременных женщин и помогает при родах. Лайма подкладывает новорождённому платок, что определяет его счастливую жизнь. Иногда её образ связан с Девой Марией или Марей.